# Manila Bandits
I Manila Bandits sono stati una squadra di football americano di Manila, nelle Filippine;  hanno vinto il titolo nazionale nel 2010-11, nel 2011, nel 2012 e nel 2013-14.

## Dettaglio stagioni

### Tornei nazionali

#### Campionato

##### ABP/PTFL
| Stagione | regular season | regular season | regular season | regular season | regular season | regular season | playoff | playoff | playoff | playoff | playoff | playoff    | playoff              |
|          | Vin            | Par            | Per            | Tot            | PF             | PS             | Vin     | Per     | Tot     | PF      | PS      | risultato  | avversaria           |
| -------- | -------------- | -------------- | -------------- | -------------- | -------------- | -------------- | ------- | ------- | ------- | ------- | ------- | ---------- | -------------------- |
| 2010     | 1+?            | 0+?            | 0+?            | 1+?            | 50+?           | 0+?            | 1       | 0       | 1       | ?       | ?       | Campioni   | San Juan Juggernauts |
| 2011     | 6              | 0              | 0              | 6              | 181            | 25             | 2       | 0       | 2       | 75      | 6       | Campioni   | San Juan Juggernauts |
| 2012     | 3              | 0              | 3              | 6              | 62             | 45             | 1       | 0       | 1       | 25      | 8       | Campioni   | San Juan Juggernauts |
| 2013-14  | 3              | 0              | 0              | 3              | 99             | 23             | 1       | 0       | 1       | 14      | 6       | Campioni   | San Juan Juggernauts |
| 2014-15  | 4              | 0              | 2              | 6              | 162            | 36             | 0       | 1       | 1       | 0       | 16      | ArenaBowl  | Manila Wolves        |
| 2015     | 4              | 1              | 1              | 6              | 227            | 3              | 0       | 1       | 1       | 12      | 30      | Super Bowl | Manila Wolves        |
| Totale   | 21+?           | 1+?            | 6+?            | 28+?           | 781+?          | 132+?          | 5       | 2       | 7       | 126+?   | 66+?    |            |                      |

Fonti: Enciclopedia del Football - A cura di Roberto Mezzetti

### Riepilogo fasi finali disputate
| Anno              | Luogo | Evento | Fase del torneo | Incontro                              | Risultato |
| 13 agosto 2010    |       | ABP    | ArenaBowl       | Manila Bandits - San Juan Juggernauts | v - p     |
| 13 agosto 2011    |       | ABP    | ArenaBowl       | Manila Bandits - San Juan Juggernauts | 14 - 6    |
| 15 settembre 2012 |       | ABP    | ArenaBowl       | Manila Bandits - San Juan Juggernauts | 25 - 8    |
| 15 febbraio 2014  |       | ABP    | ArenaBowl       | Manila Bandits - San Juan Juggernauts | 14 - 6    |
| 1º febbraio 2015  |       | ABP    | ArenaBowl       | Manila Wolves - Manila Bandits        | 16 - 0    |
| 13 dicembre 2015  |       | PTFL   | Super Bowl      | Manila Wolves - Manila Bandits        | 30 - 12   |

## Palmarès
- 4 Campionati filippini[3] (2010, 2011, 2012, 2013-14)